# Cigar

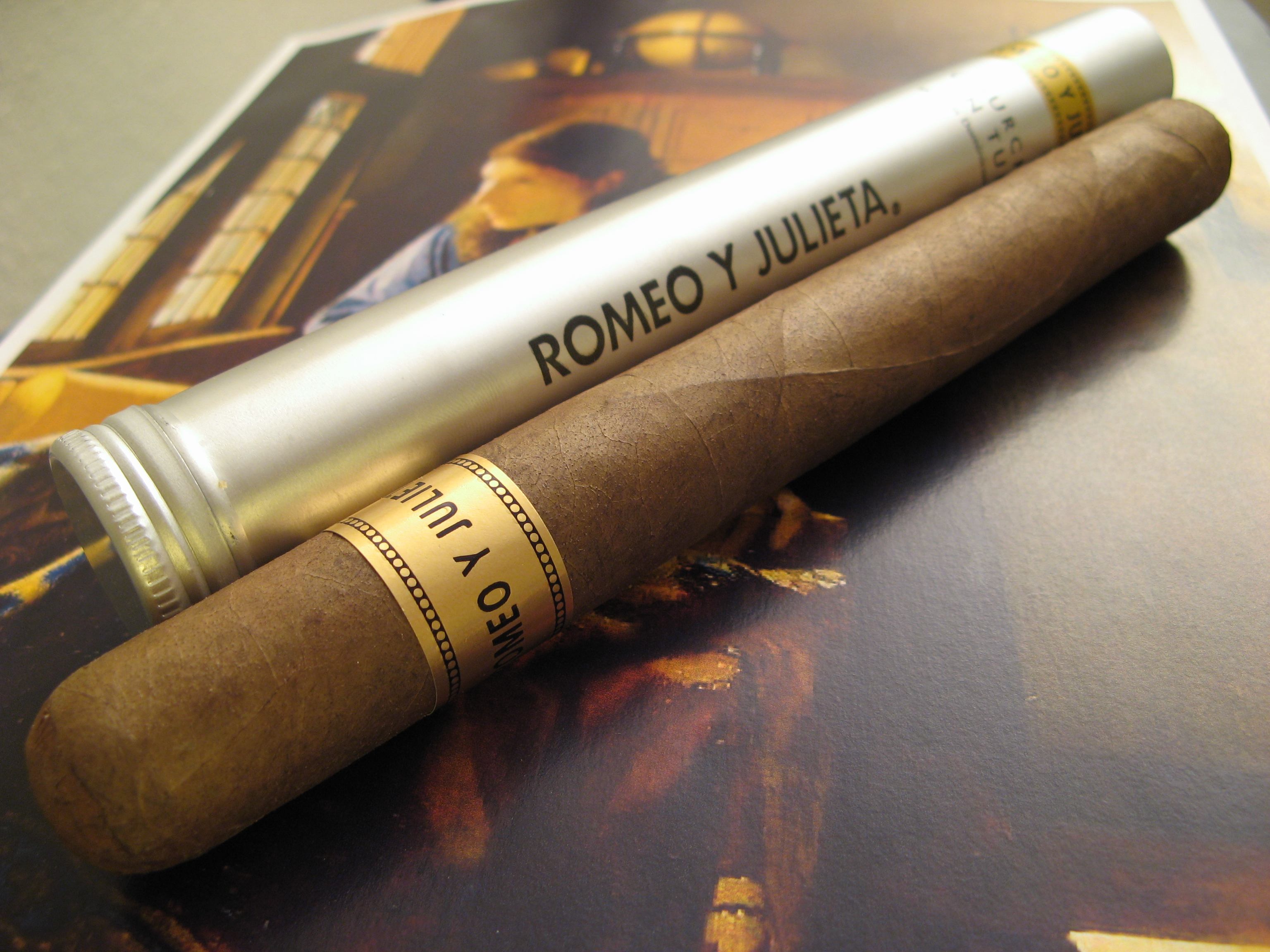
Un cigar amb el seu envàs

Un  cigar o cigarro (segons Joan Coromines) és un paquet fermament enrotllat de fulles de tabac assecades i fermentades, embolicades sense paper. S'encén per un dels extrems per a introduir el seu fum dins la boca del fumador xuclant a través de l'altre extrem.
El tabac de cigar creix en quantitat significant en nacions com ara Canàries, Mèxic, Camerun, Cuba, la República Dominicana, Hondures, Indonèsia, Brasil, Nicaragua i els Estats Units d'Amèrica.
Els cigars fabricats a Cuba es consideren extensament d'una qualitat inigualable, encara que molts experts creuen que la qualitat de les millors collites d'Hondures, Nicaragua i Sant Andreu Tuxtla a Mèxic rivalitza amb la dels cubans. Se'l coneix habitualment com a havà. La reputació cubana es presenta tant per les característiques úniques de la regió de Vuelta Abajo a la província de Pinar del Río, a l'Oest de l'illa, on un microclima permet el cultiu de tabac d'alta qualitat, com per l'habilitat dels fabricants cubans de cigars.
Els cigars s'han d'emmagatzemar amb una humitat del voltant del 65% al 72%. Per aquesta raó, els cigars han de ser emmagatzemats en un humidor o humidificador que manté un clima adequat. Els cigars en sec perden la seva aroma i cremen de manera desigual. La tècnica de fermentació va ser investigada el segle xix, pel català d'Arenys de Mar Jaume Partagàs i Ravell.